# Guilhem de Clermont-Lodève
Die Guilhem de Clermont-Lodève (das heutige Clermont-l’Hérault) waren eine Familie des niederen Adels aus dem Diözese Lödève im Languedoc. Ihre Herkunft ist unklar, auch wenn angegeben wird, sie stammten von Wilhelm von Gellone und damit den Grafen von Toulouse ab – eine Ansicht, die alleine auf der Ähnlichkeit des Namens beruht.
Die Familie war dem Bischof von Lodève lehnspflichtig und befand sich in beständigem Kampf mit diesem. Ihr gelang es jedoch nur durch einige ihrer Ehen, diesem Status wenigstens zeitweise zu entkommen:
- Bérenger (II.) de Clermont war ein Vetter von Marie de Montpellier, Königin von Aragón
- Bérenger (III.) de Clermont, dessen Sohn, war somit ein Vetter zweiten Grades von König Jakob von Aragón
- Bérenger (V.) war der Schwiegersohn des französischen Kanzlers Guillaume de Nogaret

Erst Barthélemy de Clermont, genannt Tristan, brachte es in Süditalien zu beträchtlichem Einfluss. Er kam im Gefolge von Jacques de Bourbon, Comte de La Marche, der 1415 die Königin Johanna II. heiratete, nach Neapel, heiratete selbst Catarina Orsini del Balzo, Tochter von Raimondo Orsini del Balzo, Fürst von Tarent, und Maria d’Enghien; ihre Tochter Isabelle de Clermont (oder Isabella di Chiaramonte) heiratete später den König Ferrante I. von Neapel; deren Schwester Sancie heiratete den Herzog von Andria, Francesco Orsini del Balzo, und ist die Großmutter von Isabella Orsini del Balzo, Königin von Neapel als Ehefrau des Königs Friedrich I.
Mit Tristans Sohn Raymond, der kurz nach seinem Vater starb, erlosch die Familie im Mannesstamm. Das Erbe ging an die jüngeren Töchter Tristans und damit an die Orsini del Balzo (für den italienischen Besitz) bzw. an die Caylus de Castelnau (für den französischen Besitz).

## Stammliste

### 12./13. Jahrhundert
1. NN
  1. Aymeri (I.) de Clermont († zwischen 21. April 1154 und 30. April 1156)
  2. Ermengaud de  Puilacher († nach 1138)
  3.  ? Guillaume de Clermont († nach 1138)
    1.  ? Bérenger (I.) Guilhem († zwischen 28. Januar 1176 und Juni 1184)[2]
      1. Aimery (II.) Guilhem de Clermont († wohl 1239/40), Seigneur de Clermont; ⚭ November 1182 Marie de Montpellier, Tochter von Guillaume (VII.), Seigneur de Montpellier, und Mathilde de Bourgogne (Tochter von Herzog Hugo II. von Burgund), Schwester von Guillaume (VIII.), Seigneur de Montpellier (Haus Montpellier)[3]
        1. Bérenger (II.) Guilhem († wohl zwischen 1249 und April 1252/53); ⚭ NN
          1. Bérenger (III.) Guilhem de Clermont († wohl 13. Dezember 1274/75), Seigneur de Clermont; ⚭ NN
            1. Bérenger (IV.) Guilhem de Clermont († wohl 1320/22); ⚭ Helipse/Alix des Boussagues, Dame de Saint-Gervais, Vicomtesse de Nébouzan, Tochter von Déodat, Seigneur de Boussagues – Nachkommen siehe unten
            2. Piere de Clermont, 1275 bezeugt

          2. Aimery de Clermont († nach 13. Dezember 1374), 1248 Kreuzfahrer, 1262 bezeugt
          3. Pierre de Clermont († nach 26. Juli 1269), Co-seigneur de Mourèze

        2. Aimery de Clermont, tolosanischer Seneschall im Venaissin, 1242 exkommuniziert
          1. Aimery, 1270 bezeugt  – Nachkommen: die Herren von Lacoste und Ceyras

        3. Ermengaud de Clermont, 1242 exkommuniziert
        4. Paul Raymond de Clermont, 1242 exkommuniziert
        5. Marquise de Clermont († wohl nach September 1255/Januar 1256); ⚭ Pierre de Lauran († wohl vor September 1255/Januar 1256), Sohn von Pierre Roger de Cabaret

### 14. Jahrhundert
1. Bérenger (IV.) Guilhem de Clermont († wohl 1320/22); ⚭ Helipse/Alix des Boussagues, Dame de Saint-Gervais, Vicomtesse de Nébouzan, Tochter von Déodat, Seigneur de Boussagues – Vorfahren siehe oben
  1. Bérenger (V.) Guilhem de Clermont († zwischen 1. Dezember 1351 und 1357); ⚭ 1306 Guillemette de Nogaret, Tochter von Guillaume de Nogaret, Seigneur de Calvisson, Kanzler von Frankreich, und Béatrix
  2. Dardé/Déodat Guilhem de Clermont († wohl zwischen 19. Oktober 1346 und 1. Dezember 1351), Seigneur de Brusque; ⚭ NN
    1. Bérenger (VI.) Guilhem de Clermont († 1360); ⚭ NN
      1. Déodat Guilhem de Clermont († 1418), 1360 minderjährig; ⚭ (1) NN, Nichte mütterlicherseits des Vicomte de Narbonne; ⚭ (2) vor 1379 Elisabeth/Isabeau de Roquefeuil († nach 1427), Tochter von Arnaud (VI.), Seigneur de Roquefeuil, und Hélène de Castelnau[4]
        1. (1) Arnaud Guilhem de Clermont († 1423); ⚭ Marie d’Apchier († vor 1410), Tochter von Raymond d’Apchier und Bourguine de Narbonne
        2. (2) Barthélemy de Clermont, genannt Tristan (in Italien: Tristano di Chiaromonte, † nach 15. November 1433), Conte di Copertino, 1423 Seigneur de Clermont; ⚭ nach 1414 Catarina Orsini del Balzo († vor 1431), Tochter von Raimondo Orsini del Balzo, Fürst von Tarent, und Maria d’Enghien (Haus Les Baux)); verlobt (Vertrag vom 26. Februar 1431, aufgelöst vor Februar 1433) mit Louise de La Tour († 14. Juni 1471), Tochter von Bertrand (VII.), Seigneur de La Tour, und Marie de Montgascon, Comtesse d’Auvergne et de Boulogne (La Tour d’Auvergne), sie heiratete (Ehevertrag 22. Februar 1433) Claude de Montaigu (Älteres Haus Burgund)
          1. Raymond de Clermont († zwischen 1434 und Oktober 1435)
          2. Isabelle de Clermont (Isabella di Chiaromonte) († 30. März 1465), bestattet in San Pietro in Neapel, Herrin von Tarent; ⚭ 1444 Ferrante I., König von Neapel († 25. Januar 1494), unehelicher Sohn von König Alfons V. von Aragon, Neapel und Sizilien, und wohl Margarita de Hijar de Giraldona Carlino
          3. Sancie de Clermont (Sancia di Chiaromonte), Contessa di Copertino; ⚭ Francesco del Balzo, Duca d’Andria († 1482), Sohn von Guglielmo del Balzo, Duca d’Andria, und Maria Brunforta (Haus Les Baux)
          4. Antoinettede Clermont († nach 12. September 1444), Dame de Clermont; ⚭ Pons (II.) de Caylus de Castelnau († wohl zwischen 30. Mai 1472 und März 1475), ihr Vetter, Seigneur de Clermont, Vicomte de Nébouzan, Sohn von Pons de Caylus, Seigneur de Castelnau-Brétenoux und Calmont-d’Olt, und Bourguine de Clermont

        3. (2) Delphine de Clermont
        4. (2) Isabelle und Alix de Clermont, Nonnen in Nonenque
        5. (2) Bourguine de Clermont; ⚭ Pons de Caylus, Seigneur de Castelnau-Brétenoux et de Calmont-d’Olt († nach 1422), Sohn von Déodat (VI.), Seigneur de Caylus et d’Olargues, und Hélène de Castelnau
        6. (2) Antoine de Clermont († vor 18. Juli 1404), Kommendatarabt von Villemagne und Saint-Thibéry

      2. Louis, 1415 in der Schlacht von Azincourt gefangen genommen
      3. Agnès; ⚭ Rostaing de Lauziéres

  3. Raymond de Guilhem (alias de Clermont, testiert 10. März 1363) ⚭ Laure de Vernon 
    1. Bertrand de Guilhem (testiert 1412); ⚭ Guillemette Rogier
      1. Bertrand de Guilhem; ⚭ Guilhomette Rogidon – Nachkommen: die Guillem du Comtat

  4. Naude/Aude de Clermont († nach August 1341); ⚭ Amalric de Narbonne, Baron de Talairan († vor August 1341), Sohn von Amalric de Narbonne, Baron de Pérignan, und Algayette de Rodez (Haus Manrique de Lara)
  5. Isabeau/Isabelle de Clermont; ⚭ Aimery de Narbonne, Baron de Pérignan († nach 1346), Sohn von Amalric de Narbonne, Baron de Pérignan, und Marie d’Antioche
  6. Alasie de Clermont; ⚭ vor 1325 Déodat  (V.), Seigneur de Caylus († nach 1325), Sohn von Déodat (IV.), Seigneur de Caylus